# Německé volby do spolkového sněmu 2009

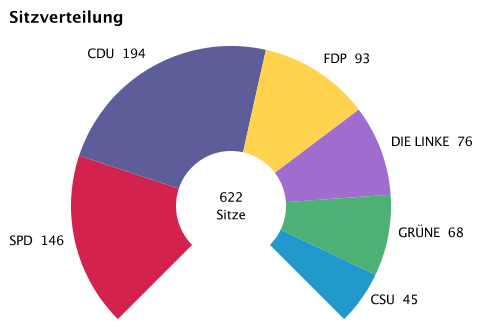
Přidělené mandáty

Německé federální volby 2009 konané dne 27. září 2009 vyhrála koalice CDU/CSU se ziskem téměř 34% hlasů a 239 mandátů v Bundestagu. Uskupení následně sestavilo vládu s FDP. Do Bundestagu se dostalo celkem 5 politických stran a uskupení.

## Volební výsledky
Ve volbách zvítězila koalice CDU/CSU se ziskem 33,8% a 239 mandátů. Na druhém místě skončila SPD se ziskem 23% hlasů a 146 mandátů, na třetím FDP se ziskem 14,6% a 93 mandátů, na čtvrtém Die Linke 11,9% a 76 mandátů a na pátém Die Grünen (Zelení) 10,7% a 68 mandátů.
|                        | CDU/CSU          | SPD                     | FDP               | Die Linke   | B’90/Grüne     |
| ---------------------- | ---------------- | ----------------------- | ----------------- | ----------- | -------------- |
| Volební lídr           | Angela Merkelová | Frank-Walter Steinmeier | Guido Westerwelle | Gregor Gysi | Jürgen Trittin |
| Počet hlasů            | 14 658 515       | 9 990 488               | 6 316 080         | 5 155 933   | 4 643 272      |
| Podíl                  | 33,8 % ▼         | 23 % ▼                  | 14,6 % ▲          | 11,9 % ▲    | 10,7 % ▲       |
| Počet mandátů          | 239              | 146                     | 93                | 76          | 68             |
| Předchozí volby (2005) | 35,2 % (226)     | 34,2 % (222)            | 9,8 % (61)        | 8,7 % (54)  | 8,1 % (51)     |

### Podrobné výsledky
|  | Politická strana                    | Počet hlasů | Procenta (změna) | Procenta (změna) | Mandáty (změna) | Mandáty (změna) | Mandáty v % |
|  | ----------------------------------- | ----------- | ---------------- | ---------------- | --------------- | --------------- | ----------- |
|  | Křesťanskodemokratická unie         | 11 824 794  | 27,3%            | ▼ -0,5%          | 194             | ▲ +14           | 31,2%       |
|  | Sociálnědemokratická strana Německa | 9 988 843   | 23,0%            | ▼ -11,2%         | 146             | ▼ -76           | 23,5%       |
|  | Svobodná demokratická strana        | 6 313 023   | 14,6%            | ▲ +4,8%          | 93              | ▲ +32           | 15,0%       |
|  | Levice                              | 5 153 884   | 11,9%            | ▲ +3,2%          | 76              | ▲ +22           | 12,2%       |
|  | Spojenectví 90/Zelení               | 4 641 197   | 10,7%            | +2,6%            | 68              | ▲ +17           | 10,9%       |
|  | Křesťansko-sociální unie Bavorska   | 2 830 210   | 6,5%             | ▼ -0,9%          | 45              | ▼ -1            | 7,2%        |
|  | Pirátská strana Německa             | 845 904     | 2,0%             | ▲ +2,0%          | -               | -               | -           |
|  | Národnědemokratická strana Německa  | 635 437     | 1,5%             | ▼ -0,1%          | -               | -               | -           |
|  | Strana pro ochranu zvířat           | 230 572     | 0,5%             | ▲ +0,3%          | -               | -               | -           |
|  | Republikáni                         | 193 473     | 0,4%             | ▼ -0,1%          | -               | -               | -           |
|  | Ekologická demokratická strana      | 132 395     | 0,3%             | ▲ +0,3%          | -               | -               | -           |
|  | Strana německých rodin              | 132 395     | 0,3%             | ▼ -0,1%          | -               | -               | -           |
|  | Ostatní                             | 447 094     | 1,0%             | ▼ -0,2%          | 0               | -               | 0           |
|  | Dohromady                           | 43 357 542  | 100,0%           | -                | 622             | ▲ +8            | 100,0%      |
|  | Účast                               | Účast       | Účast            | Účast            | Účast           | Účast           | 70,8%       |

## Volební obvody
Mapa znázorňuje německé volební obvody od 27. září 2009. Barvy označují vítězství v daném volebním obvodě.

## Předvolební průzkumy
| Institut                    | Datum       | CDU/CSU | SPD    | GRÜNE  | FDP    | DIE LINKE | Ostatní |
| --------------------------- | ----------- | ------- | ------ | ------ | ------ | --------- | ------- |
| Ergebnis der Bundestagswahl | 27. 9. 2009 | 33,8 %  | 23,0 % | 10,7 % | 14,6 % | 11,9 %    | 6,0 %   |
| Forsa                       | 25. 9. 2009 | 33 %    | 25 %   | 10 %   | 14 %   | 12 %      | 6 %     |
| INFO GmbH                   | 23. 9. 2009 | 34 %    | 27 %   | 10 %   | 12 %   | 12 %      | 5 %     |
| Allensbach                  | 22. 9. 2009 | 35 %    | 24 %   | 11 %   | 13,5 % | 11,5 %    | 5 %     |
| Forschungsgruppe Wahlen     | 18. 9. 2009 | 36 %    | 25 %   | 10 %   | 13 %   | 11 %      | 5 %     |
| GMS                         | 18. 9. 2009 | 36 %    | 25 %   | 11 %   | 13 %   | 11 %      | 4 %     |
| Infratest dimap             | 17. 9. 2009 | 35 %    | 26 %   | 10 %   | 14 %   | 11 %      | 4 %     |
| Emnid                       | 3. 9. 2009  | 34 %    | 26 %   | 11 %   | 14 %   | 11 %      | 4 %     |